# 1. A HRL za žene 2000./01.
1.A hrvatsku rukometnu ligu za žene za sezonu 2000./01. je deveti put zaredom osvojila ekipa Podravka Vegeta iz Koprivnice.

## Sustav natjecanja
U prvenstvu je sudjelovalo 10 klubova koji su prvi dio sezone odigrali dvokružnim liga-sustavom (18 kola).Po završetku prvog dijela prvenstva prvih šest ekipa se plasiralo u doigravanje za prvaka koje se igralo kup-sustavom, a posljednje četiri ekipe u Ligu za ostanak u kojoj se odigralo dvostrukim liga-sustavom (6 kola, uz prenesene međusobne rezultate iz prvog dijela sezone).

## Ljestvica i rezultati doigravanja

### Ljestvica
| poz. | klub                        | ut | pob | rem | por | golovi  | bod | 2. dio sezone         |
| ---- | --------------------------- | -- | --- | --- | --- | ------- | --- | --------------------- |
| 1.   | Podravka Vegeta Koprivnica  | 18 | 17  | 1   | 0   | 528:334 | 35  | doigravanje za prvaka |
| 2.   | Split Kaltenberg            | 18 | 12  | 1   | 5   | 433:396 | 25  | doigravanje za prvaka |
| 3.   | Zvečevo Požega              | 18 | 10  | 1   | 7   | 419:429 | 21  | doigravanje za prvaka |
| 4.   | Osijek                      | 18 | 9   | 2   | 7   | 392:369 | 20  | doigravanje za prvaka |
| 5.   | Koka Varaždin               | 18 | 8   | 2   | 8   | 417:408 | 18  | doigravanje za prvaka |
| 6.   | TVIN Trgocentar Virovitica  | 18 | 6   | 4   | 8   | 407:429 | 16  | doigravanje za prvaka |
| 7.   | Zamet Rijeka                | 18 | 7   | 2   | 9   | 321:445 | 16  | Liga za ostanak       |
| 8.   | Trešnjevka Zagreb           | 18 | 6   | 1   | 11  | 395:453 | 13  | Liga za ostanak       |
| 9.   | Lokomotiva Zagreb           | 18 | 6   | 0   | 12  | 397:431 | 12  | Liga za ostanak       |
| 10.  | Hrvatski dragovoljac Zagreb | 18 | 2   | 0   | 16  | 378:488 | 4   | Liga za ostanak       |

### Doigravanje za prvaka
|                               | 1.klub                     | 2.klub                     | rezultati            |
| ----------------------------- | -------------------------- | -------------------------- | -------------------- |
| prvi krug                     | TVIN Trgocentar Virovitica | Zvečevo Požega             | 23:20*, 20:28, 20:32 |
| prvi krug                     | Koka Varaždin              | Osijek                     | 23:19*, 16:21, 21:24 |
| poluzavršnica                 | Zvečevo Požega             | Split Kaltenberg           | 27:26*, 25:26, 24:35 |
| poluzavršnica                 | Osijek                     | Podravka Vegeta Koprivnica | 22:29*, 17:30        |
| za prvaka                     | Podravka Koprivnica        | Split Kaltenberg           | 30:21*, 25:22, 25:25 |
|                               |                            |                            |                      |
| * - domaća utakmica za 1.klub |                            |                            |                      |

### Liga za ostanak
| poz      | klub                        | ukupni omjer u mini-ligi (s prenesenim utakmicama) | ukupni omjer u mini-ligi (s prenesenim utakmicama) | ukupni omjer u mini-ligi (s prenesenim utakmicama) | ukupni omjer u mini-ligi (s prenesenim utakmicama) | ukupni omjer u mini-ligi (s prenesenim utakmicama) | ukupni omjer u mini-ligi (s prenesenim utakmicama) | ukupni omjer u mini-ligi (s prenesenim utakmicama) |    | omjer u mini-ligi | omjer u mini-ligi | omjer u mini-ligi | omjer u mini-ligi | omjer u mini-ligi | omjer u mini-ligi |
| poz      | klub                        | ut                                                 | pob                                                | rem                                                | por                                                | g+                                                 | g-                                                 | bod                                                | ut | pob               | rem               | por               | g+                | g-                |                   |
| -------- | --------------------------- | -------------------------------------------------- | -------------------------------------------------- | -------------------------------------------------- | -------------------------------------------------- | -------------------------------------------------- | -------------------------------------------------- | -------------------------------------------------- | -- | ----------------- | ----------------- | ----------------- | ----------------- | ----------------- | ----------------- |
| 1. (7.)  | Zamet Rijeka                | 12                                                 | 8                                                  | 1                                                  | 3                                                  | 314                                                | 288                                                | 17                                                 | 6  | 3                 | 0                 | 3                 | 139               | 152               |                   |
| 2. (8.)  | Lokomotiva Zagreb           | 12                                                 | 8                                                  | 0                                                  | 4                                                  | 295                                                | 254                                                | 16                                                 | 6  | 6                 | 0                 | 0                 | 165               | 129               |                   |
| 3. (9.)  | Trešnjevka Zagreb           | 12                                                 | 4                                                  | 1                                                  | 7                                                  | 271                                                | 296                                                | 9                                                  | 6  | 1                 | 0                 | 5                 | 141               | 149               |                   |
| 4. (10.) | Hrvatski dragovoljac Zagreb | 12                                                 | 3                                                  | 0                                                  | 9                                                  | 269                                                | 301                                                | 6                                                  | 6  | 2                 | 0                 | 4                 | 142               | 157               |                   |